# کوین کادیش
کوین کادیش (زاده ۱۹۷۱) یک ترانه‌سرا و تهیه‌کننده موسیقی آمریکایی است. او در سال ۲۰۱۴ تک‌آهنگ همش تو فکر بیس هستم با گواهی الماس (۱۰ برابر پلاتین) اثر مگان ترینور را رقیمه نمود، تهیه کرد و بعد از آن آن را میکس کرد که در طول ۲ ماه این آهنگ در رتبه نخست بیلبورد هات ۱۰۰ قرار گرفت. در سال ۲۰۱۸، این آهنگ از طرف بیلبورد (مجله) به عنوان شصت و هفتمین آهنگ شاخص تاریخ ۱۰۰ شناخته شد.

## اوایل زندگی
کادیش که در بالتیمور متولد شد و در آن مکان رشد پیدا کرد، او نواختن گیتار را در سنین ۱۳ سالگی آغاز نمود. کادیش در سال ۱۹۹۱، از برکلی به دانشگاه مریلند، کالج پارک مهاجرت کرد و در آن دانشگاه در رشته مدیریت موسیقی توانست، موسیقی را از طریق دپارتمان مطالعات فردی طراحی نماید. کادیش در سال ۱۹۹۳ با مدرک بی اس در رشته مدیریت موسیقی فارغ‌التحصیل شد.

## حرفه
در سپتامبر ۲۰۱۳، کادیش با همکاری مگان ترینر، آهنگ «همش تو فکر بیس هستم» را نوشت. این آهنگ سومین آهنگ پرفروش سال ۲۰۱۴ شد، و همچنین با بیش از ۲٫۵ میلیارد بازدید، ۱۴امین ویدیوی پر طرفدار یوتیوب تا به امروز بود. با این شرایط موجود، در سپتامبر ۲۰۱۵، کادیش مدعی بود که در نتیجه پخش کردن این آهنگ برای ۱۷۸ میلیون نفر فقط ۵٬۶۷۹ دلار درآمد خالص داشته‌است و در جلسه ای که از طرف کمیته قضایی مجلس نمایندگان آمریکا ترتیب داده شد، اینگونه بیان کرد که: "این آهنگ به قدری گسترده‌است که یک ترانه سرا می‌تواند آن را داشته باشد. در حرفه خودش شماره یک در ۷۸ کشور جهان بود. ولی شما ۵٬۶۷۹ دلار درآمد دارید. چگونه خانواده خود را تامین می‌کنید؟»

## برنامه‌های قبلی
کادیش در نوشتن و تهیه‌کنندگی «بچه‌های ثروتمند» برای نخستین آلبوم گروه نو مدیکینه به اسم شما رو تا پایین مسابقه دهید، که در تاریخ ۲۸ سپتامبر ۲۰۱۰ در پتو فینیش انتشار پیدا کرد، در آتلانتیک همکاری کرد.
کادیش با گیتار آکوستیک و بک خواننده همکاری نمود و آهنگ مایلی سایرس، آلبوم «رام نشدنی» را برای او نوشت.
وی همچنین در نویسندگی «بویز خودشیفته» در سال ۲۰۱۱ توسط جی رکوردز از هنرمند بی سی ژان همکاری کرد.
همسر کادیش، براندون جین، بخشی از گروه دو نفره کولد واتر جین است. کادیش در آلبوم خودش به نام ماریونت آهنگ‌نویسی و تهیه‌کنندگی کرد.